# Dario Cataldo
Dario Cataldo (Lanciano, 17 maart 1985) is een Italiaans voormalig wielrenner.

## Carrière
De Italiaan geldt jarenlang als een gerenommeerde klimmer en belangrijke kracht in topteams als Quick Step en Astana Pro Team. Op 37-jarige leeftijd kwam Cataldo zwaar ten val in de eerste rit van de Ronde van Catalonië van 2023. Cataldo brak zijn linker heupkop, rechter acetabulum (het ‘kogelgewricht’ van de heup), meerdere ribben en zijn linker sleutelbeen. Tevens had hij twee breuken in de lumbale wervelkolom.
Aan het einde van het seizoen 2024 stopte hij als profwielrenner.

## Belangrijkste overwinningen
2006
Eindklassement Baby Giro
2007
2e en 7e etappe Ronde van de Toekomst
Punten- en bergklassement Ronde van de Toekomst
2010
GP Beghelli
2012
 Italiaans kampioen tijdrijden, Elite
2e etappe deel B Ronde van de Ain (ploegentijdrit)
16e etappe Ronde van Spanje
2013
2e etappe Ronde van Italië (ploegentijdrit)
2014
1e etappe deel B (ploegentijdrit) en 4e etappe Internationale Wielerweek
Cima Coppi
2016
2e etappe Ronde van Burgos (ploegentijdrit)
2018
Bergklassement Critérium du Dauphiné
2019
15e etappe Ronde van Italië

## Resultaten in voornaamste wedstrijden
| Jaar | Ronde van Italië | Ronde van Frankrijk | Ronde van Spanje |
| ---- | ---------------- | ------------------- | ---------------- |
| 2007 |                  |                     |                  |
| 2008 | opgave           |                     |                  |
| 2009 | 59e              |                     |                  |
| 2010 | opgave           |                     | 69e              |
| 2011 | 12e              |                     | 132e             |
| 2012 | 12e              |                     | 51e (1)          |
| 2013 | 57e              |                     |                  |
| 2014 | 26e              |                     | opgave           |
| 2015 | 25e              |                     | 57e              |
| 2016 |                  |                     | 51e              |
| 2017 | 14e              | opgave              |                  |
| 2018 |                  |                     | 64e              |
| 2019 | 48e (1)          |                     | 68e              |
| 2020 | 66e              | 80e                 |                  |
| 2021 | 54e              |                     |                  |
| 2022 | 73e              |                     | 117e             |
| 2023 |                  |                     |                  |
| 2024 |                  |                     |                  |

| Jaar | Milaan-San Remo | Amstel Gold Race | Luik-Bast.‑Luik | Ronde van Lombardije | Waalse Pijl | Clásica San Sebastián | Eschborn-Frankfurt |  | WK op de weg |  | Wereldranglijsten |
| ---- | --------------- | ---------------- | --------------- | -------------------- | ----------- | --------------------- | ------------------ |  | ------------ |  | ----------------- |
| 2007 |                 |                  |                 | 21e                  |             |                       | Brons              |  |              |  |                   |
| 2008 |                 | 66e              | 53e             |                      | 87e         |                       |                    |  |              |  |                   |
| 2009 |                 | 55e              |                 | 25e                  | 22e         |                       |                    |  |              |  | 232e (UWK)        |
| 2010 |                 | 110e             | 76e             | opgave               | 26e         |                       |                    |  |              |  | 169e (UWK)        |
| 2011 |                 | 127e             | 103e            | 13e                  | 70e         |                       |                    |  |              |  | 96e (UWT)         |
| 2012 |                 |                  | 80e             | 30e                  | 75e         | 54e                   |                    |  | opgave       |  | 75e (UWT)         |
| 2013 |                 |                  |                 | 22e                  |             | 40e                   |                    |  |              |  | 210e (UWT)        |
| 2014 | opgave          |                  |                 | opgave               |             |                       |                    |  |              |  | 148e (UWT)        |
| 2015 |                 |                  |                 | opgave               |             |                       |                    |  |              |  |                   |
| 2016 |                 | opgave           | opgave          | opgave               | opgave      | 64e                   |                    |  |              |  | 140e (UWT)        |
| 2017 |                 |                  | opgave          | opgave               |             |                       |                    |  |              |  | 197e (UWT)        |
| 2018 |                 | opgave           | 96e             | 16e                  | 76e         | 61e                   |                    |  | 65e          |  | 264e (UWT)        |
| 2019 | 47e             |                  |                 | 61e                  |             |                       |                    |  |              |  |                   |
| 2020 | 123e            |                  |                 | 16e                  |             |                       |                    |  |              |  |                   |
| 2021 |                 |                  |                 | 45e                  |             |                       |                    |  |              |  |                   |
| 2022 |                 |                  | 93e             |                      |             | opgave                |                    |  |              |  |                   |
| 2023 | 113e            |                  |                 |                      |             |                       |                    |  |              |  |                   |
| 2024 |                 |                  |                 | 102e                 |             |                       |                    |  |              |  |                   |

## Ploegen
- 2007 –  Liquigas
- 2008 –  Liquigas
- 2009 –  Quick Step
- 2010 –  Quick Step
- 2011 –  Quick Step Cycling Team
- 2012 –  Omega Pharma-Quick Step
- 2013 –  Sky ProCycling
- 2014 –  Team Sky
- 2015 –  Astana Pro Team
- 2016 –  Astana Pro Team
- 2017 –  Astana Pro Team
- 2018 –  Astana Pro Team
- 2019 –  Astana Pro Team
- 2020 –  Movistar Team
- 2021 –  Movistar Team
- 2022 –  Trek-Segafredo
- 2023 –  Trek-Segafredo
- 2024 –  Lidl-Trek

Wielerploegen van Dario Cataldo
Albasini ·
Bäckstedt · 
Beltrán · 
Bertagnolli ·
Bodnar ·
Calcagni ·
Capecchi ·
Carlström · 
Cataldo ·
Chicchi ·
Da Dalto ·
Di Luca ·
Failli ·
Fischer ·
Gasparotto ·
Kreuziger ·  
Koetsjynski · 
Miholjević (tot 15/08) ·
Mugerli ·
Nibali ·  
Noè ·
Paolini ·
Pellizotti ·
Petito ·
Pozzato ·
Quinziato ·
Spezialetti ·
Trenti ·
Vanotti ·
Wegelius ·
Willems
Agnoli ·
Albasini ·
Basso · 
Beltrán (tot 30/09) · 
Bennati ·
Bertagnolli ·
Bodnar ·
Carlström · 
Cataldo ·
Chicchi ·
Corioni ·
Curtolo ·
Da Dalto ·
Fischer ·
Franzoi ·
Kreuziger ·  
Koetsjynski · 
Miholjević ·
Mugerli ·
Nibali ·  
Noè ·
Pellizotti ·
Petito (tot 15/04) ·
Pozzato ·
Quinziato ·
Santaromita ·
Štangelj ·
Trenti ·
Vanotti ·
Wegelius ·
Willems ·
Da Ros (stagiair) ·
Guarnieri (stagiair)
Barredo · Boonen · Cataldo · Chavanel · Cornu · Davis · de Jongh · De Weert · Devenyns · Devolder · Engels · Facci · Hovelijnck · Hulsmans · Koenitski · Kvist · Malacarne · Pineau · Reda · Rosseler · Samojlaw · Schwab · Seeldraeyers · Tosatto · Van De Walle · Van Impe · Velo · Weylandt · Wynants · Robert (stagiair)
Barredo · Boonen · Cataldo · Chavanel · De Weert · Devenyns · Devolder · Engels · Facci · Hovelijnck · Hulsmans · Keisse · Koenitski · Kvist · Maes · Malacarne · Pineau · Reda · Samojlaw · Seeldraeyers · Stauff · Tosatto · Van De Walle · Van Impe · Velo · Weylandt · Wynants · Robert (stagiair) · Van Keirsbulck (stagiair)
Bandiera · Boonen · Cappelle · Cataldo · Chavanel · Chicchi · Ciolek · De Weert · Devenyns · Engels · Keisse · de Maar · Maes · Malacarne · Pineau · Reda · Robert · Seeldraeyers · Stauff · Steegmans · Štybar · Terpstra · Tratnik · Vandewalle · Van Impe · Van Keirsbulck · Vermote · Trentin (stagiair)
Bandiera · Boonen · Brammeier · Cataldo · Chavanel · Chicchi · Ciolek · De Weert · Devenyns · Fenn · Gołaś · Grabsch · Keisse · Kwiatkowski · Leipheimer · Maes · Martin     · Pauwels · Pineau · Raboň · Steegmans · Štybar · Terpstra · Trentin · Vandenbergh · Vandewalle · Van Keirsbulck · P. Velits · M. Velits · Vermote · Hoorne (stagiair) · Sénéchal (stagiair)
Boasson Hagen ·
Boswell ·
Cataldo ·
Dombrowski ·
Eisel ·
Edmondson ·
Froome ·
Henao ·
Hayman ·
Kennaugh ·
Kiryjenka ·
Knees ·
López ·
Pate ·
Porte ·
Puccio ·
Rasch ·
Rowe ·
Siwtsow ·
Stannard ·
Sutton ·
Swift ·
Thomas ·
Tiernan-Locke ·
Urán ·
Wiggins ·
Zandio
Boasson Hagen · Boswell · Cataldo · Deignan · Dombrowski · Earle · Edmondson · Eisel · Froome · Seb. Henao · Ser. Henao · Kennaugh · Kiryjenka · Knees · López · Nieve · Pate · Porte · Puccio · Rasch · Rowe · Siwtsow · Stannard · Sutton · Swift · Thomas · Tiernan-Locke · Wiggins   · Zandio
Agnoli · Aru · Ayazbajev · Boom · Božič · Cataldo · De Vreese · Dyaçenko · Fominykh · Fuglsang · Groezdev · Guardini · Hryvko · Kamışev · Kangert · Landa · Loetsenko · López · Malacarne · Nibali · Qojatajev · Rosa · Sánchez · Scarponi · Taaramäe · Tiralongo · Tlewbajev · Vanotti · Westra · Zejts
Agnoli · Aru · Ayazbajev · Boom · Capecchi · Cataldo · De Vreese · Fominykh · Fuglsang · Groezdev · Guardini · Hryvko · Kamışev · Kangert · Loetsenko · López · Malacarne · Nibali · Ömirzaqov · Qojatajev · Rosa · Sánchez · Scarponi · Smukulis · Tiralongo · Tlewbajev · Vanotti · Westra · Zacharov · Zejts · Bïjigitov (stagiair) · Koelimbetov (stagiair)
Aru · Bilbao · Bïjigitov · Breschel · Cataldo · De Vreese · Fominykh · Fuglsang · Gatto · Groezdev · Hansen · Hryvko · Kamışev · Kangert · Korsæth · Loetsenko · López · Minali · Moser · Qojatajev · Sánchez · Scarponi · Stalnov · Tiralongo · Tlewbajev · Tsjernetski · Valgren · Zacharov · Zejts · Gïdïç (stagiair) · Lauk (stagiair)
Bilbao · Bïjigitov · Cataldo · Cort · De Vreese · Fominykh · Fraile · Fuglsang · Gatto · Gïdïç · Groezdev · Hansen · Hirt · Houle · Hryvko · Kangert · Korsæth · Loetsenko · López · Minali · Moser · Qojatajev · Sánchez · Stalnov · Tlewbajev · Tsjernetski · Valgren · Villella · Zacharov · Zejts
Ballerini · Bilbao · Bïjigitov · Boaro · Bohórquez · Cataldo · Contreras · Cort · De Vreese · Fominykh · Fraile · Fuglsang · Gïdïç · Gregaard · Groezdev · Hirt · Houle · G. Izagirre · J. Izagirre · Kudus · Loetsenko · López · Natarov · Sánchez · Stalnov · Villella · Zacharov · Zejts
Alba · Arcas · Betancur (tot 31/08) · Carretero · Cataldo · Cullaigh · Elosegui · Erviti · Hollmann · Jacobs · Jorgenson · E. Mas · L. Mas · Mora · Norsgaard · Oliveira · Pedrero · Prades · Roelandts · Rojas · Rubio · Samitier · Sepúlveda · Soler · Torres · Valverde · Verona · Villella
Alba · Arcas · Carretero · Cataldo · Cullaigh · Elosegui · Erviti · García · González ·  Hollmann · Jacobs · Jorgenson · López (tot 1/10) · E. Mas · L. Mas · Mora · Mühlberger · Norsgaard · Oliveira · Pedrero · Rojas · Rubio · Samitier · Serrano · Soler · Torres · Valverde · Verona · Villella
Aberasturi · Baroncini · Bernard · Brambilla · Brustenga · Cataldo · Ciccone · Egholm · Elissonde · Gallopin · Gebreigzabhier· Hellemose · Hoelgaard · Hoole · Kamp · Kirsch · Liepiņš · López · Mollema · Mosca · Moschetti · Pedersen · Pellaud · Simmons · Skjelmose Jensen · Skujiņš · Stuyven · Theuns · Tiberi · Tolhoek · Vergaerde · Nys (stagiair) · Vacek (stagiair)
Aberasturi · Baroncini · Bernard · Brustenga · Cataldo · Ciccone · Elissonde · Gallopin · Gebreigzabhier · Hellemose · Hoelgaard · Hoole · Kirsch · Liepiņš · López · Mollema · Mosca · Nys · Mad.Pedersen · Simmons · Skjelmose · Skujiņš · Stuyven · Tesfatsion · Theuns · Tiberi (tot 28/4) · Tolhoek · Vacek · Vergaerde · Aebersold (stagiair) · Mar.Pedersen (stagiair) · Teutenberg (stagiair)
Bagioli · Bernard · Cataldo · Ciccone · Consonni · Declercq · Felline · Geoghegan Hart · Ghebreigzabhier · Gibbons · Hoole · Kirsch · Konrad · López · Milan · Mollema · Mosca · Nys · Oomen · Pedersen · Simmons · Skjelmose · Skujiņš · Stuyven · Tesfatsion · Theuns · Vacek · Vergaerde · Verona · Ronhaar (stagiair)